# Karnice (stacja kolejowa)
Karnice – zlikwidowana stacja kolejowa w Karnicach w województwie zachodniopomorskim, w Polsce.